# Albert Spethmann
Albert Spethmann (* 27. Juli 1894 in Altona bei Hamburg; † 24. Dezember 1986 in West-Berlin) war ein deutscher Landschafts-, Genre- und Porträtmaler.

## Leben
Spethmann war der Sohn eines Altonaer Holzschnitzers. Seine Brüder waren der Bildhauer Heinrich Spethmann (* 1885) sowie der Maler und Bildhauer Karl Spethmann (1888–1944). Nach dem Besuch der Kunstgewerbeschule Altona ging Spethmann auf die Kunstakademie Düsseldorf. Dort war Willy Spatz sein Lehrer. Am 31. Oktober 1913 schrieb er sich an der Königlichen Akademie der Bildenden Künste München im Fach Malerei ein. Er besuchte das Meisteratelier von Hugo von Habermann und war anschließend als freischaffender Maler tätig. 1921 bezog er mit seiner Ehefrau Marie Hobmeier, die er 1920 in Dietramszell kennengelernt hatte, ein Haus in der Austraße in Bad Tölz, wo er 65 Jahre wohnte. Spethmann war 1938, 1939 und 1941 auf der Großen Deutschen Kunstausstellung in München vertreten.  1939 erwarb Hitler dort das Ölgemälde „Wasserburg“.
1950 wurde Spethmann Mitglied der Münchner Künstlergenossenschaft, 1971 deren Ehrenmitglied.
Spethmann war einer realistischen, naturalistischen und spätimpressionistischen Malerei verpflichtet. Er wurde vor allem durch Motive des Isarwinkels und des Loisachtals bekannt. Er malte Ansichten von Bad Tölz, wuchernde Bauerngärten um Hechenberg, alte Werkstätten oder Höfe, außerdem Porträts von Einheimischen. 1917 debütierte er in einer Ausstellung im Glaspalast München. Mit dem Landschaftsgemälde Jurafelsen war er 1942 auf der Großen Deutschen Kunstausstellung vertreten.